# Paracuellos (Cuenca)
Paracuellos, también llamado Paracuellos de la Vega, es un municipio español de la provincia de Cuenca, en la comunidad autónoma de Castilla-La Mancha. Incluye en su término municipal las antiguas pedanías de Huércemes y Casas de Don Diego. Está ubicado en la comarca de la Serranía Media-Campichuelo y Serranía Baja.

## Geografía

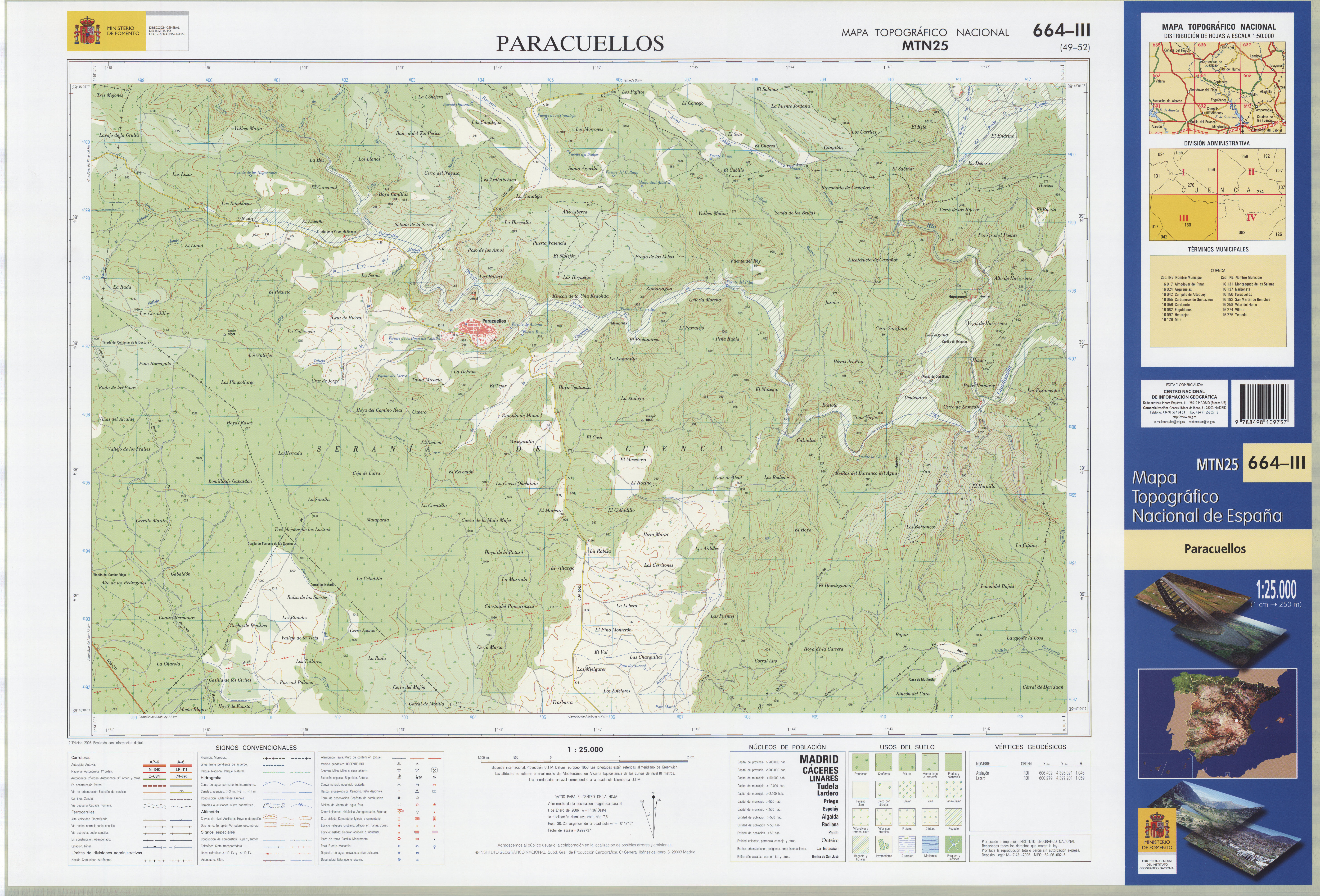
Fragmento del Mapa Topográfico Nacional de España de 2006 a escala 1:25000 en el que se representa Paracuellos

Municipio enclavado en la comarca de la Serranía Media-Campichuelo y Serranía Baja, aunque en el límite con la Manchuela conquense, se puede acceder a Paracuellos a través de dos vías. 
Para llegar desde Valencia se recomienda seguir la autovía A-3 y tomar en el desvío de Minglanilla la carretera CM-211, que llevará a la cercana población de Campillo de Altobuey. Al alcanzar esta localidad se debe tomar la CU-V-5042, que conecta a Paracuellos con Campillo de Altobuey y la estación de tren de Yémeda-Cardenete.
Para llegar desde Madrid se puede tomar la A-3 hasta la salida de Motilla del Palancar. Una vez allí se debe tomar la N-320 hasta Almodóvar del Pinar y, desde ese punto, la CU-V-5043, que conduce a Paracuellos. 
Paracuellos es la última etapa de la rama alicantina del Camino de Santiago de la Lana antes de confluir en Monteagudo de las Salinas con el camino que parte desde Valencia.
Limita con los municipios de Campillo de Altobuey, Almodóvar del Pinar, Monteagudo de las Salinas, Yémeda y Enguídanos.

### Hidrografía
Paracuellos de la Vega se encuentra surcado por diversos riachuelos o arroyos, de los cuales el más importante es Arroyo o Río de la Virgen. Esta pequeña corriente fluvial nace en la localidad vecina de Almodóvar del Pinar, atraviesa parajes emblemáticos de Paracuellos como la ermita de la Virgen de Gracia o el Castillo y desemboca en el Guadazaón, afluente del Cabriel, que a su vez es el afluente más importante del Júcar, en tierras de Huércemes.

## Demografía
Paracuellos cuenta con una población de 99 habitantes (INE 2024).
| Gráfica de evolución demográfica de Paracuellos entre 1842 y 2021                                                   |
| |
| Población de derecho según los censos de población del INE Población de hecho según los censos de población del INE |

Hay un importante número de población flotante que, dada la cercanía de Valencia y Cuenca, pasa los fines de semana en Paracuellos. Asimismo, en Semana Santa, verano y otras celebraciones, los visitantes hacen que la población de la localidad se multiplique.

## Administración
Alcaldes hasta las elecciones de 1979:
1954-1974: Rafael Navarro Marzal
1974-1979: Juan Cuevas Guijarro
| Periodo   | Nombre                    | Partido       |
| --------- | ------------------------- | ------------- |
| 1979-1983 | Juan Cuevas Guijarro      | Independiente |
| 1983-1987 | Marcelino Panadero Bayo   |               |
| 1987-1991 | Marcelino Panadero Bayo   | AP            |
| 1999-2003 | Alberto Gabaldón Ferreros | PP            |
| 2003-2007 | Alberto Gabaldón Ferreros | PP            |
| 2007-2011 | Adoración Herráiz Herráiz | PSOE          |
| 2011-2015 | Adoración Herráiz Herráiz | PSOE          |
| 2015-2019 | Adoración Herráiz Herráiz | PSOE          |
| 2019-2023 | Adoración Herráiz Herráiz | PSOE          |
| 2023-act. | Ana María Godoy Ferreros  | PSOE          |

## Servicios sociales y equipamiento cultural
Paracuellos de la Vega dispone de un centro de día, inaugurado en septiembre de 2010, con servicios de peluquería y podología para los usuarios. El edificio multiusos alberga, asimismo, una cafetería, un centro de Internet y una biblioteca. Además, el municipio cuenta con un local social adosado al centro de día.
Por otra parte, Paracuellos de la Vega cuenta desde 2008 con un Centro de Exposiciones situado en la antigua Casa del Curato. Esta instalación cultural ha albergado en los últimos años diversas exposiciones artísticas y otras dedicadas a la vida cotidiana en la localidad a lo largo del siglo XX. 

## Patrimonio histórico-artístico

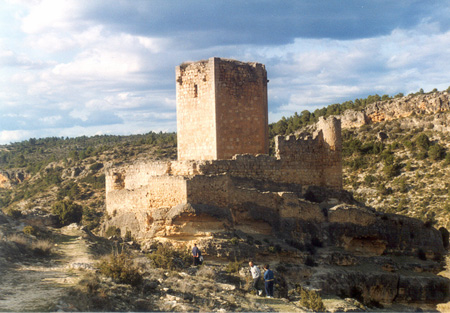
Castillo de Paracuellos

- Castillo de Paracuellos. De origen árabe (siglo XII), se alza sobre una roca en el valle del Arroyo de la Vega. Fue donado por Alfonso VIII al obispo de Cuenca junto con el de Monteagudo de las Salinas en 1187. A su alrededor se sitúan los restos del primitivo poblado. El Castillo de Paracuellos fue declarado Bien de Interés Cultural en 1992 y ha sido recientemente restaurado.

- Iglesia Parroquial de Santiago Apóstol. Fue construida en el siglo XVIII.
- Ermita de la Virgen de Gracia.
- Ermita de la Concepción.
- Ayuntamiento.
- Casa del Curato (actualmente acoge el Centro de Exposiciones de Paracuellos).
- Depósito.